# Bastó perforat

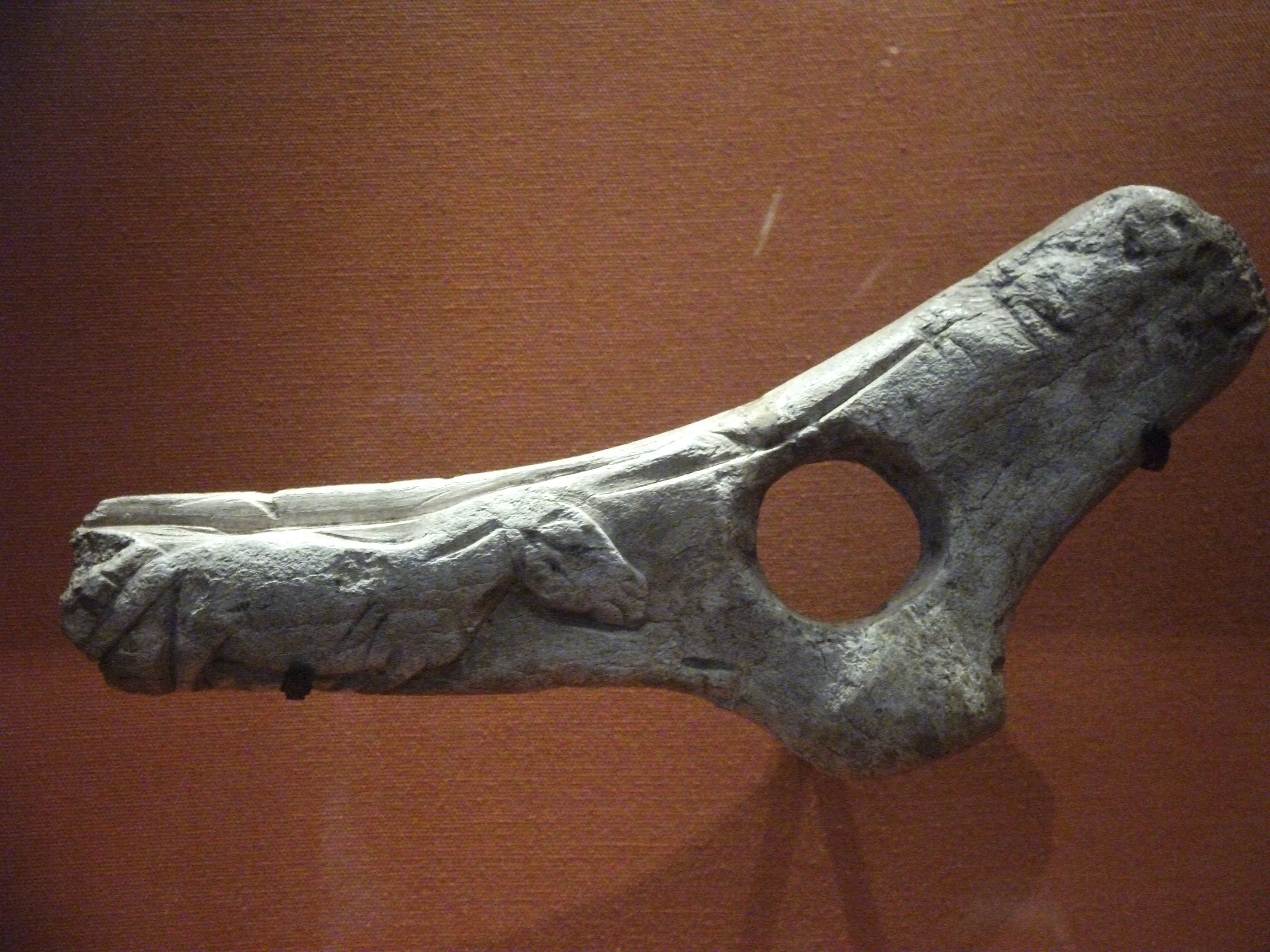
Bastó perforat incomplet, trobat a l'abric de La Madeleine, amb un baix relleu que representa un cavall

Quatre vistes d'un altre bastó de La Madeleine, hui al Museu de Tolosa de Llenguadoc

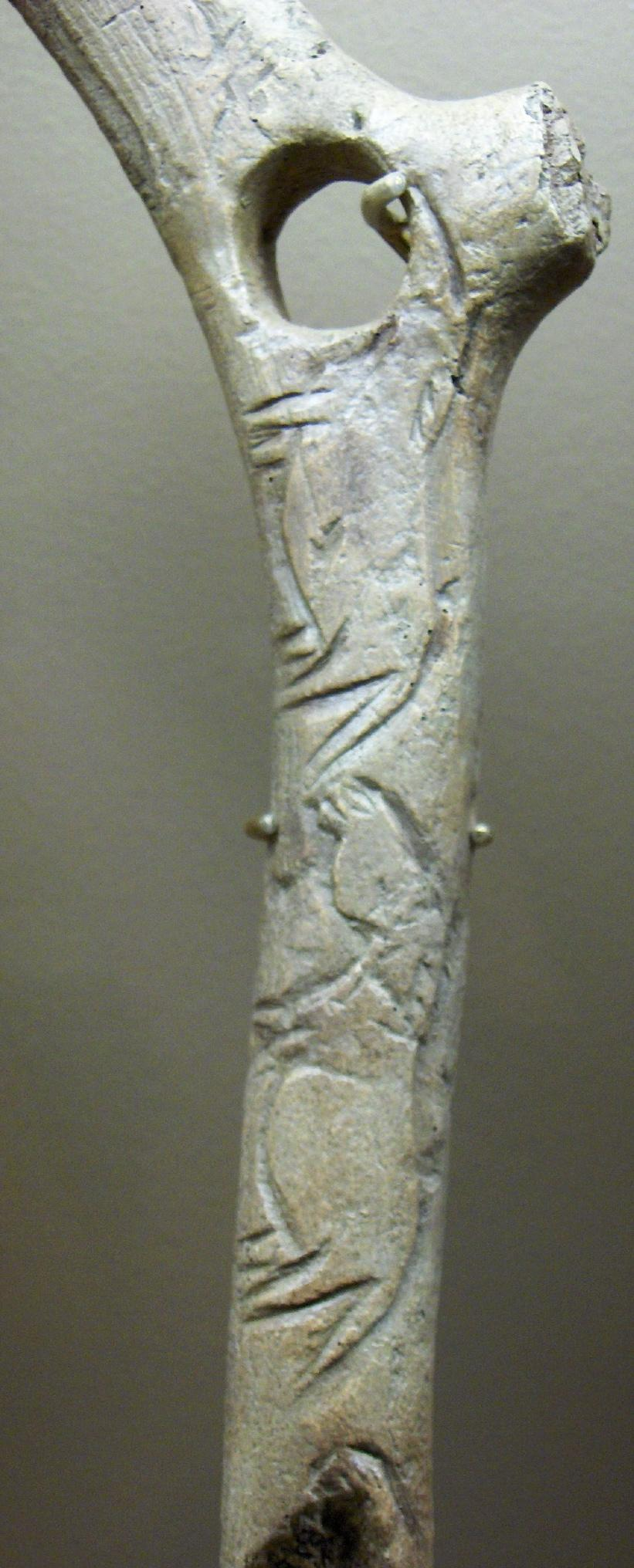
Bastó amb cavalls gravats, de La Madeleine

Els bastons perforats, també anomenats erròniament bastons de comandament per una teoria inicialment proposada per explicar-ne la funció, són objectes d'art propis de la prehistòria europea. Els bastons perforats trobats 23000 (durant l'aurinyacià) i el 12000 trobat (durant el magdalenià).
El terme «bastó de comandament» (traduït del francés bâton de commandement) s'ha utilitzat pels arqueòlegs del segle xx, però es basa en una funció hipotètica que mai s'ha demostrat. Amb el temps, el terme «bastó perforat» (del francés bâton percé) ha reemplaçat tots els altres termes emprats fins llavors perquè es basa en la simple descripció d'una propietat física i, per tant, no implica la possibilitat d'error referent a una funció hipotètica. Els bastons perforats de la prehistòria trobats fins a l'actualitat estan tots tallats en banya de cérvid, sobretot de ren.
Des de la segona meitat del s. XX se n'han proposat algunes teories sobre l'ús, tot i que els estudis més recents tendeixen a un consens científic segons el qual els bastons perforats podien haver tingut dues funcions:
- Els bastons de forat perpendicular eren mànecs amb què feien girar volants d'inèrcia i, utilitzats a la manera d'una filosa manual, permetien fabricar cordes amb crineres de cavalls prehistòrics.
- Els bastons de forat oblic s'usaven com a frens manuals fent passar, per darrere de la cintura però també pel forat del fre, cordes ja fabricades mitjançant el mètode anteriorment esmentat, tot això amb l'objectiu de detenir animals salvatges capturats amb llaços o xàrcies, com ho suggereix un gran nombre d'escenes de caça representades en pintures rupestres de l'època.

## Descripció i funció
Els bastons perforats estan tallats d'un tram de banya amb un forat redó fet en un extrem, i sovint tenen gravats dissenys abstractes o d'animals (cavalls o cérvols). S'han trobat en estrats des de l'aurinyacià fins al magdalenià en jaciments europeus del Paleolític superior, amb exemples que daten de 23000 a 12000 anys enrere. Molts no són enterament rectes sinó que formen un angle en un cap, sovint formant una «T» o una «Y», però sempre amb el vèrtex de l'angle de desviament situat sobre un nus de la cornamenta. Hi ha un forat circular perforant la banya just sota la inflor o conjunt i, sovint, un segon forat més petit prop de l'eix. Els exemples típics oscil·len entre els 15 i els 20 cm de llarg. Un bastó perforat inhabitual és el de la cova de Le Souci, a Dordonya, perquè està tallat en os, i perquè està totalment recorregut per una filera de vuit forats de diferents grandàries.
Al principi se'ls donà un símbol de poder o estatus social, i d'ací el nom inicial donat per Louis Laurent Gabriel de Mortillet: bâton de commandement ('bastó de comandament'). Aquesta interpretació fou abandonada fa temps, i de fet, un altre arqueòleg francés, André Leroi-Gourhan, es burlà amistosament d'un col·lega seu a propòsit del terme «bastó de comandament» evocant la imatge d'«un ancià general... dirigint un assalt contra un mamut».
Hi ha hagut, però, altres interpretacions sobre l'ús a què destinaven aquests objectes foradats. Depenent de les hipòtesis proposades pels investigadors, el bastó perforat de la prehistòria podria haver estat:
- Un adreçador de sagetes, atzagaies, dards o llances, els eixos de les quals s'alineaven en passar a través del forat;[2]
- Un propulsor;
- Un símbol de fertilitat, amb el mànec llarg com a símbol fàl·lic i el forat com a representació de la vagina;[5]
- Algun tipus de subjecció per a la vestimenta;
- Un calendari utilitzat per comares;[6]
- Una eina per allisar i donar forma a les corretges de cuir;[7]
- Un mànec de filosa giratòria en el cas dels bastons de forats perpendiculars i una empunyadura de fre per a la pràctica de la caça amb llaç i xàrcies en el cas dels bastons amb forats oblics.[7]

## Hipòtesi del propulsor
L'ús del bastó perforat com un propulsor, semblant a un atlatl, ha estat tema de l'arqueologia experimental, i ha donat proves en suport de la hipòtesi que el bastó perforat s'utilitzà com un llançador de llances.
La hipòtesi del propulsor de llances, la presentà per primera vegada en un article Leon Underwood al 1965. Aquest, que ja havia participat en arqueologia experimental treballant amb artefactes de bronze, rebutjà la classificació del bastó perforat com una «vareta màgica» i establí comparances amb llançadors més actuals de la cultura inuit. La hipòtesi d'Underwood era que les mostres existents estaven en mal estat i podien haver perdut un ganxo, com el que es troba en els llançadors inuit. Underwood en construí dos models de fusta, basant-se en bastons perforats de col·leccions de museus, però amb l'addició d'un «filtre» o ganxo per al cap de l'eix oposat al forat. Aquestes reproduccions es compararen amb dissenys inuit i es veié que oferien un rendiment superior a tirar llances emplomallades. Underwood assenyalà que els llançadors dels inuit, construïts amb fusta a la deriva, eren necessàriament més febles i que el disseny reflecteix els materials disponibles.
En un altre experiment, el bastó perforat s'usà en l'altra orientació, de manera que es mantenia l'extrem amb el forat cap a l'exterior i no s'hi afegí ganxo. En aquesta sèrie de proves, s'utilitzà una llança d'1,5 m de llarg i 97 g de plomall a l'extrem. Per utilitzar-lo com un propulsor, s'uní una corda a la llança, prop del mig. El cuir seria adequat per a llances lleugeres, mentre que el tendó se'n requeriria per a les més pesades. L'afegit del cable de la llança la converteix en una cosa semblant a una gran fletxa suïssa. La utilització de la llança equipada com una fletxa suïssa li donà un augment del 43% en l'abast, en comparança amb la llança propulsada a mà.
El bastó perforat s'utilitza passant la corda a través de l'orifici i col·locant-la al llarg de la longitud de l'eix. La llança es manté a la mà, amb el cap massís a la mà prop del menovell i el cap perforat eixint per l'altre costat del puny. El cap solt de la corda se subjecta entre el polze i l'índex i la llança es col·loca al llarg del bastó perforat. La llança pot retorçar-se fins a una volta i mitja, i això serveix per estabilitzar la llança durant el vol. El bastó es manté sobre l'espatlla i es tira damunt del cap. La longitud del llançador serveix per a augmentar el braç palanca del llançador, la qual cosa proporciona més velocitat i la corda actua com en una fletxa suïssa. L'ús del bastó perforat d'aquesta manera dona com a resultat un augment del 127% en el rang enfront de la mateixa llança tirada a mà.

### Observacions experimentals
La majoria dels exemples de bastons perforats estan una mica corbats, a partir de la corba natural de la cornamenta de què són fets, o com a resultat d'una alteració deliberada. Rectes o corbats, produeixen augments semblants en l'abast, però els experimentadors descobriren que els corbats donaven una millor ergonomia que els de mànec recte, i els llançadors esquerrans prefereixen una direcció de la corba i els llançadors destres l'altra. Els rectes tenien l'avantatge de poder usar-se per llançadors destres i esquerrans.
Mentre que la forma en T o Y no cal per a l'ús com a propulsor, un exemple amb forma en T o Y és menys sensible a la direcció i la quantitat de torsió en la corda i, per tant, més fàcil d'usar. Si s'utilitza amb corda en la forma descrita el llançador resultant seria molt més difícil de carregar i usar. En aquest cas, fins i tot es pot prescindir del forat del bastó.
La corda emprada funciona bé quan és prou llarga com perquè s'estenga des del forat del bastó fins a l'agafador de la (20 cm). Els cables més llargs, de fins a 30 cm, poden facilitar velocitats majors. Els punts de fixació espinal poden variar des del centre geomètric de la llança fins al centre de masses, en funció de la longitud, i una llança carregada a la punta funciona prou millor.
La llança ha de ser prou llarga com per projectar-se uns 30 cm sobre el bastó quan estiga llesta per llançar-se. Quan s'usa una llança llarga es pot utilitzar un bastó perforat llarg, tot i que una versió curta funciona igual de bé. El bastó major pot proporcionar més velocitat que la versió més curta.

## Hipòtesi de l'adreçador de llances
La hipòtesi que s'emprarien els bastons per a ajudar a redreçar atzagaies, llances, dards o fletxes no necessàriament entra en conflicte amb l'ús com a propulsor.
Els allisadors poden haver operat en dues formes: els forats poden haver estat utilitzats com un «giraascles» per redreçar la fusta, potser després d'escalfar-ne el pal. L'eix seria més petit que el forat, i se'n col·locaria a través. Fent pressió sobre les corbes del pal el bastó es podria redreçar. El segon mètode consisteix a posar el pal a través de l'orifici i després girar i girar el bastó, amb l'interior aspre del forat es desgasta la fusta per aconseguir un punt de tascó, o marcatge d'àrees per on ser retallat; llavors podria ser endurida al foc. Assuavir les corretges de cuir en passar-lo a través del forat d'una manera semblant a com es fa amb la fusta n'és un altre ús possible.

## Hipòtesi de la filosa i del fre
El 25 de setembre de 1953 l'abat i prehistoriador francés André Glory descobrí, a la cova de Lascaux, als voltants del cèlebre pou d'aquesta cova, un fragment d'autèntica corda del Paleolític superior. El fragment, d'una antiguitat d'entre 18.000 i 17.000 anys, feia uns 30 cm de llarg i tenia entre 7 i 8 mil·límetres de diàmetre. La secció tenia tres brins trenats cap a la dreta, cadascun dels quals, es pensà llavors, havia estat filat amb fibres vegetals. Aquesta curta secció de corda havia passat mil·lennis en un estrat d'argila per l'efecte de torberificació del sòl de la cova, però l'acció dels àcids húmics i fúlvics impediren, en els anys 1950, que s'identificara la planta (o plantes) de què s'havien extret les fibres. El Museu Nacional d'Història Natural de França conservà aquest fragment de corda fins que més endavant, i desafortunadament, el fragment es perdé. S'ha proposat més recentment que les fibres que constituïen aquesta corda eren en realitat crines de cavall.
Al 1954, a l'any següent del descobriment de la corda de Lascaux, el quart «Congrés Internacional de Ciències Prehistòriques i Protohistòriques» es feu a Madrid. Un dels conferenciants d'aquest congrés fou el cèlebre abat i prehistoriador francés Henri Breuil, amic i col·lega de l'abat André Glory. Breuil exposà la conferència "Bastons perforats del Paleolític superior i torteiraes (portuguesos)". Hi proposava que la tècnica de fabricació de cordes a partir de filoses giratòries i crineres de cavall, tècnica aplicada encara llavors, al 1954, pels torteiraes portuguesos (fabricants de cordes i corretges), podia en realitat haver estat la mateixa tècnica que els humans del Paleolític superior havien utilitzat per a fabricar les seues cordes, conegudes no sols pel fragment descobert per Glory el 1953 sinó també per les moltes representacions de cordes en l'art parietal. Tenint en compte la gran varietat de formes dels bastons perforats del Paleolític, Henri Breuil tingué la prudència, en la conferència del 1954, de proposar la seua hipòtesi no per a tots els bastons perforats descoberts fins llavors sinó per almenys una part, els que tècnicament podien servir com a mànec de filosa.
Els especialistes del Paleolític Erik Gonthier (francés) i Christopher Kilgore (nord-americà) han sostingut aquesta hipòtesi i publicaren el 2014 una sèrie de recerques que pretenen demostrar que els bastons foradats perpendicularment (forat designat de «tipus A» en la tesi Kilgore-Gonthier) servien per a fabricar cordes. Es feia passar a través d'ells l'eix d'una filosa en forma de fusta plana a la qual els humans paleolítics lligaven un manoll de crines desordenades de cavall. Bastava llavors fer girar la filosa perquè les crines formaren els primers brins d'una corda. És un sistema primitiu però usat encara en certes parts del món: en fer girar la filosa, aquesta funciona com un volant d'inèrcia, i arrossega amb ella les crines de cavall i les trena formant una primera filada de crines, que podrà unir-se a una altra filada (o a altres filades) per formar una corda ben trenada, capaç de resistir grans pressions, com qualsevol corda moderna. Les filoses giratòries, en ser de fusta segons Gonthier i Kilgore, no s'han conservat, la fusta s'ha podrit, mentre que els bastons usats per fer-les girar, en ser de banya de cérvid, una matèria més sòlida, s'han conservat. Igual sort haurien seguit, segons Kilgore i Gonthier, els frens de forat oblic (designats de «tipus B» en la tesi Kilgore-Gonthier), també fets en banya de cérvid i, per tant, també conservats. Aquests frens, sempre segons els investigadors Gonthier i Kilgore, quan un animal era atrapat amb llaç i xàrcies, servien perquè el caçador que dominava a l'animal des de l'extrem de la corda poguera fer lliscar la corda pel forat oblic del bastó-fre empunyat amb la mà i, així, inclinant adequadament el bastó, la corda deixava de lliscar, es tibava, i el pes mateix del caçador, afegit al d'altres que també li ajudarien efectuant aquesta operació amb els seus llaços i frens, obstaculitzava el desplaçament de l'animal. La presa queia llavors més fàcilment, i sense escapatòria possible, sota els dards i fletxes dels altres membres de la partida de caça. Els estudis de Gonthier i Kilgore, recorrent a escàners 3D d'alta precisió, han mostrat que els forats perpendiculars dels bastons perforats tenien micromarques característiques deixades per un eix de fusta.

## Col·leccions
N'hi ha exemples als museus de moltes parts d'Europa però són molt cridaners i ben conservats els exemplars de bastons decorats de les excavacions de jaciments del magdalenià fetes per Henry Christy i Édouard Lartet. La major part dels bastons trobats es conserven al Museu d'Arqueologia Nacional i al Museu de Tolosa de Llenguadoc, i al British Museum de Londres.

## Exemple únic a Amèrica del Nord
El «giraascles de Murray Springs» sembla l'únic exemple d'una eina semblant, d'os, d'Amèrica del Nord i prové de la cultura Clovis. Es remunta a uns 9.000 anys i es trobà a Arizona; actualment es troba al Museu de l'Estat d'Arizona. És 259 mm de llarga i sense decorar, amb un eix simple amb un extrem més gran, que té un únic forat, més aviat ovalat, de 25-30 mm de diàmetre. Eines semblants, però més petites i molt posteriors, són conegudes en cultures dels pobles nadius americans, però es consideren allisadores de fletxes.